# Prakasha
Prakasha is een geslacht van kevers uit de familie van de loopkevers (Carabidae). De wetenschappelijke naam van het geslacht is voor het eerst geldig gepubliceerd in 1919 door Andrewes.

## Soorten
Het geslacht Prakasha is monotypisch en omvat slechts de volgende soort:
- Prakasha amariformis (Bates, 1892)